# Слобода (Ленинский район)
Слобода — деревня в Ленинском городском округе Московской области России.

## Расположение
Деревня Слобода находится примерно в 10 км к северо-востоку от центра города Видное. Ближайшие населённые пункты — деревни Дроздово и Мамоново. Рядом протекает река Москва.

## История
В XIX веке деревня Слобода входила в состав Островской волости Подольского уезда. В 1899 году в деревне проживало 329 человек.
До 2006 года деревня входила в Картинский сельский округ Ленинского района, а с 2006 до 2019 года в рамках организации местного самоуправления включалась в Развилковское сельское поселение Ленинского муниципального района.
С 2019 года входит в Ленинский городской округ.

## Население
| 2002 | 2006 | 2010 |
| ---- | ---- | ---- |
| 152  | ↗202 | ↗335 |

Согласно Всероссийской переписи, в 2002 году в деревне проживало 152 человека (66 мужчин и 86 женщин). По данным на 2005 год в деревне проживало 202 человека.